# Läroverk
Den här artikeln handlar om allmänbildande läroverk. För handelsläroverk och tekniskt läroverk se skilda artiklar.

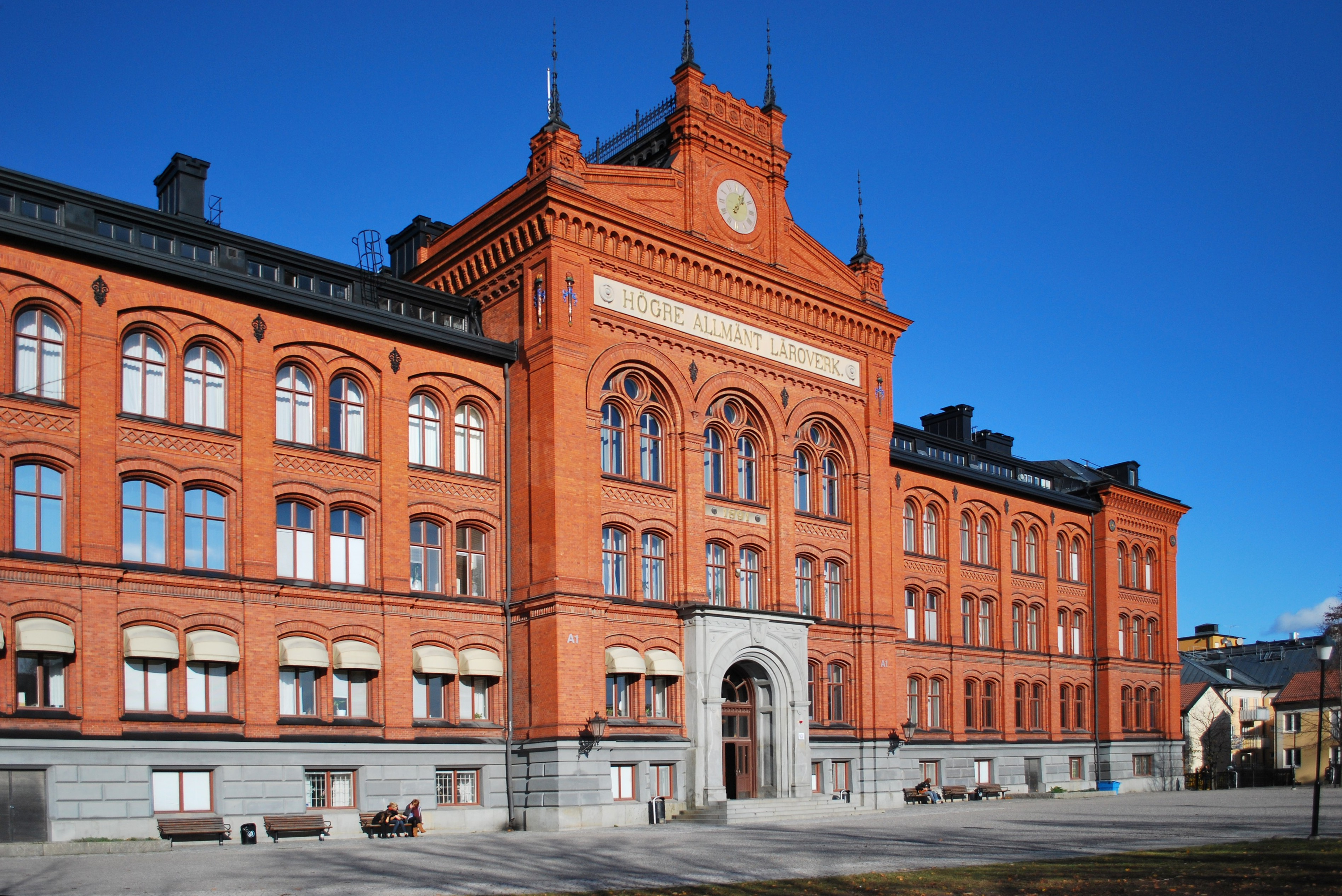
Södra Latin på Södermalm i Stockholm benämndes 1879-1961 läroverk.

Läroverk var en skolform för sekundärutbildning i Sverige och i Finland från 1800-talet och fram till 1970-talet. Flera skolor som tidigare var läroverk har haft eller behållit ordet i sina namn.

## Historik

### Finland

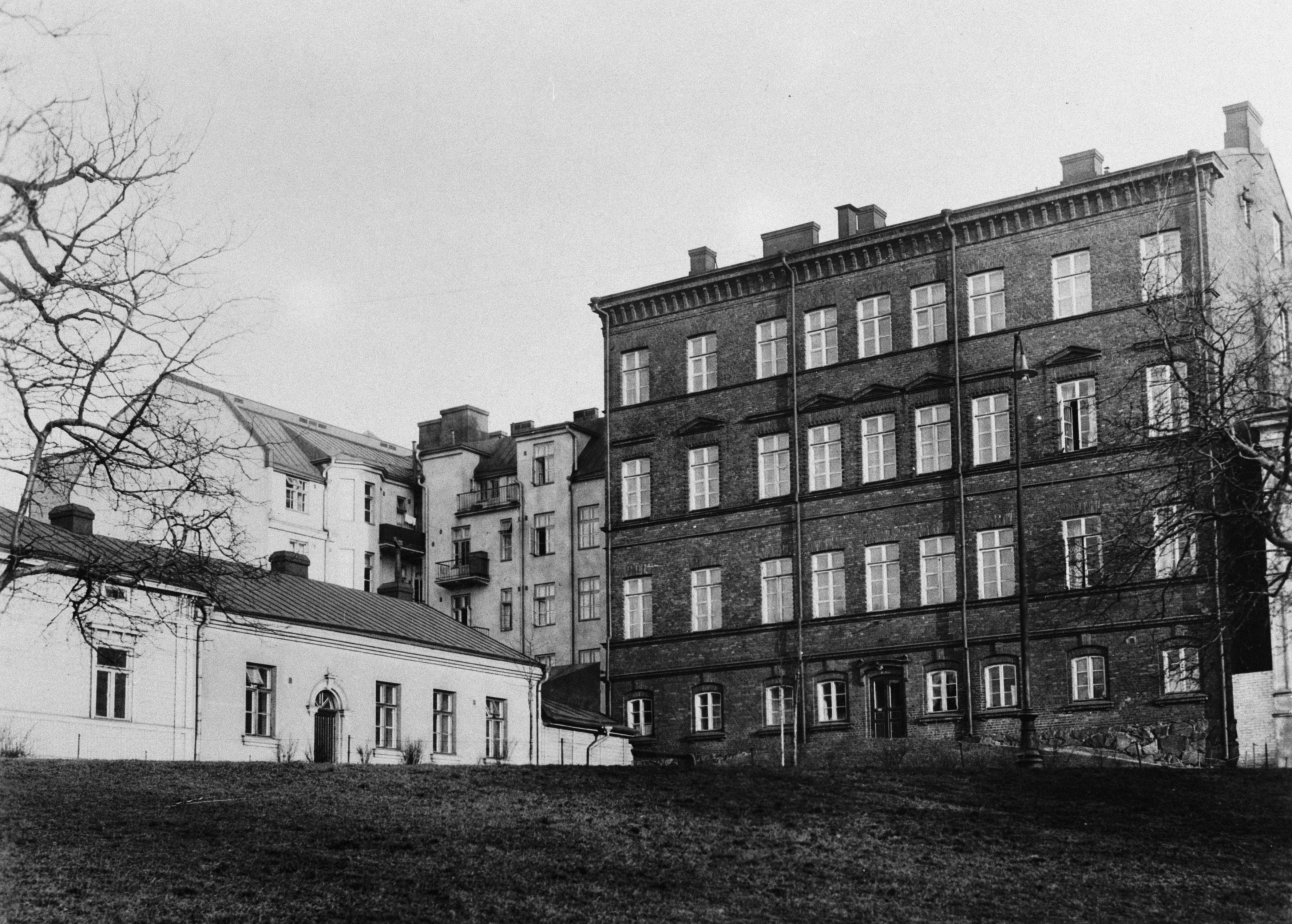
Helsingfors Lyceum, även kallad Bööks lyceum.

Läroverken i Finland (finska oppikoulu) fungerade fram till grundskolereformen under 1970-talet som en fortsättning på folkskolan och istället för dess högsta klasser. Det finländska läroverket, tidigare även kallad lärdomsskola, var en högre läroanstalt. Genom åren har ett flertal olika skoltyper betecknats som läroverk. De flesta har haft 8-9 årskurser och har lett till studentexamen.  Läroverk har utgjorts av både samskolor och skilda pojk- och flickskolor. De fullständiga läroverk som har upprätthållits av staten har kallats lyceer.
Läroverken uppkom ursprungligen ur medeltidens kloster- och katedralskolor. Finlands första läroverk var Helsingfors lyceum, som inrättades år 1831 på initiativ av Lördagssällskapet. Målet var att skapa en skola som kunde ge en bredare allmänbildning än statens latinskolor, med mildare disciplin. Finlands äldsta finskspråkiga läroverk, Jyväskylän lyseo, grundades 1858.  Privatläroverken hade stor betydelse för skolväsendets utveckling i Finland. I slutet av 1800-talet, då så gott som alla statliga läroverk var svenskspråkiga, grundades flera finskspråkiga  privatläroverk.
År 1843 inrättades högre och lägre elementarskolor för pojkar, samtidigt som det blev tillåtet att grunda flickskolor. Tanken om samskolor kom från Amerika. Finlands första svenskspråkiga samskola, Läroverket för gossar och flickor, grundades år 1883. Den första finskspråkiga grundades några år senare, 1886. Samskolorna var privata. De första samskoleeleverna utexaminerades 1891. För unga kvinnor öppnade skolformen vägen till akademiska studier.

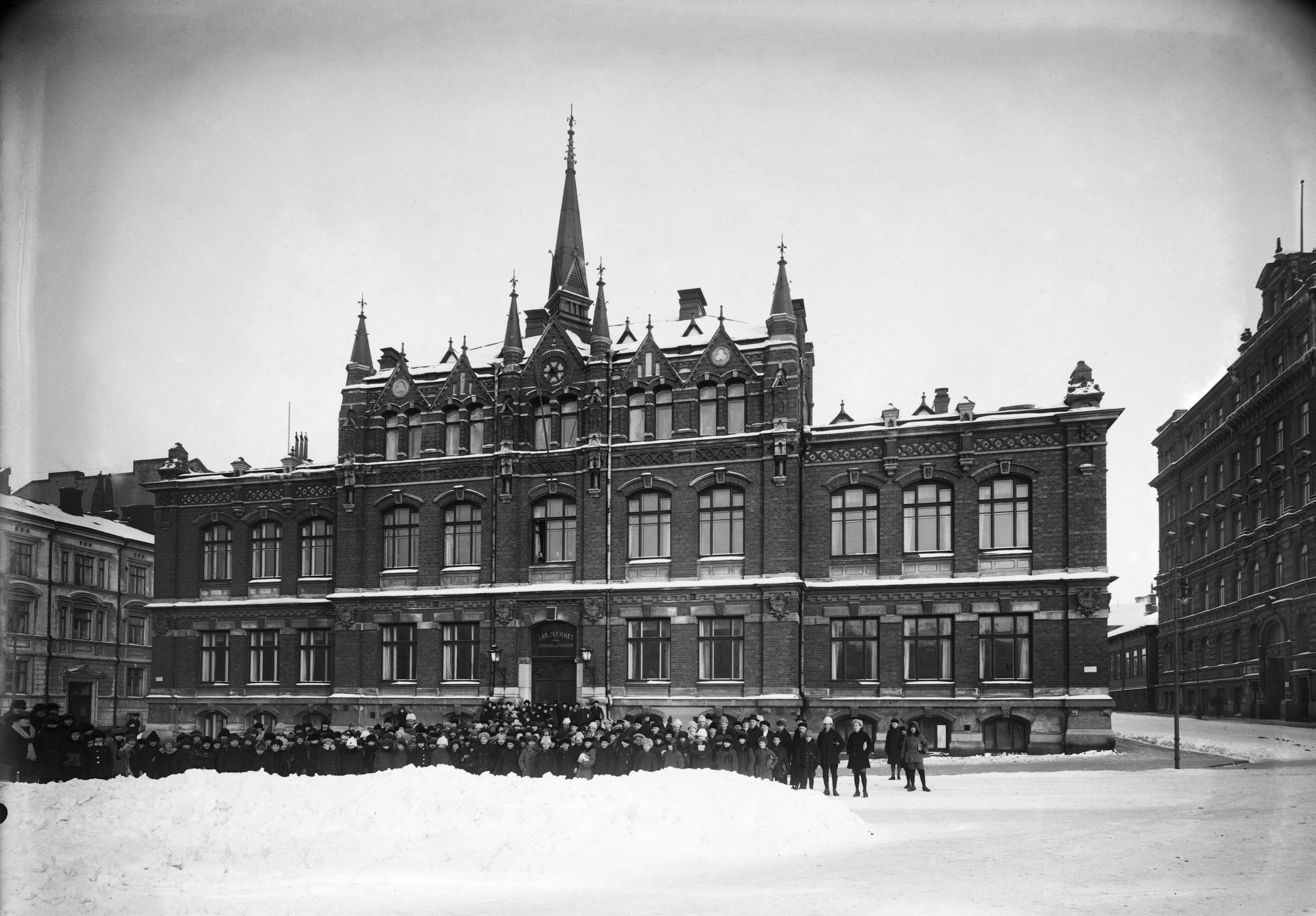
Läroverket för gossar och flickor i Helsingfors var Finlands första samskola.

År 1914 ombildades reallyceerna och de flesta klassiska lyceer (med undervisning i klassiska språk) till åttaklassiga lyceer. Reallyceerna bestod av en femårig mellanskola och ett linjedelat, treårigt gymnasium. De klassiska lyceerna var enhetliga åttaåriga läroverk utan särskild mellanskolekurs. De första läroverken av så kallad ”ny typ” grundades 1919. De byggde på sexklassig folkskola och hade sex årskurser.
Termen läroverk förekommer fortfarande inom yrkesutbildningen i namnet på vissa gamla läroinrättningar (bland andra handelsläroverk och sjöfartsläroverk). Den officiella benämningen på dem är numera yrkesinstitut respektive yrkeshögskola. I lagen och läroplanerna heter de grundläggande yrkesutbildning respektive yrkeshögskola.

### Sverige

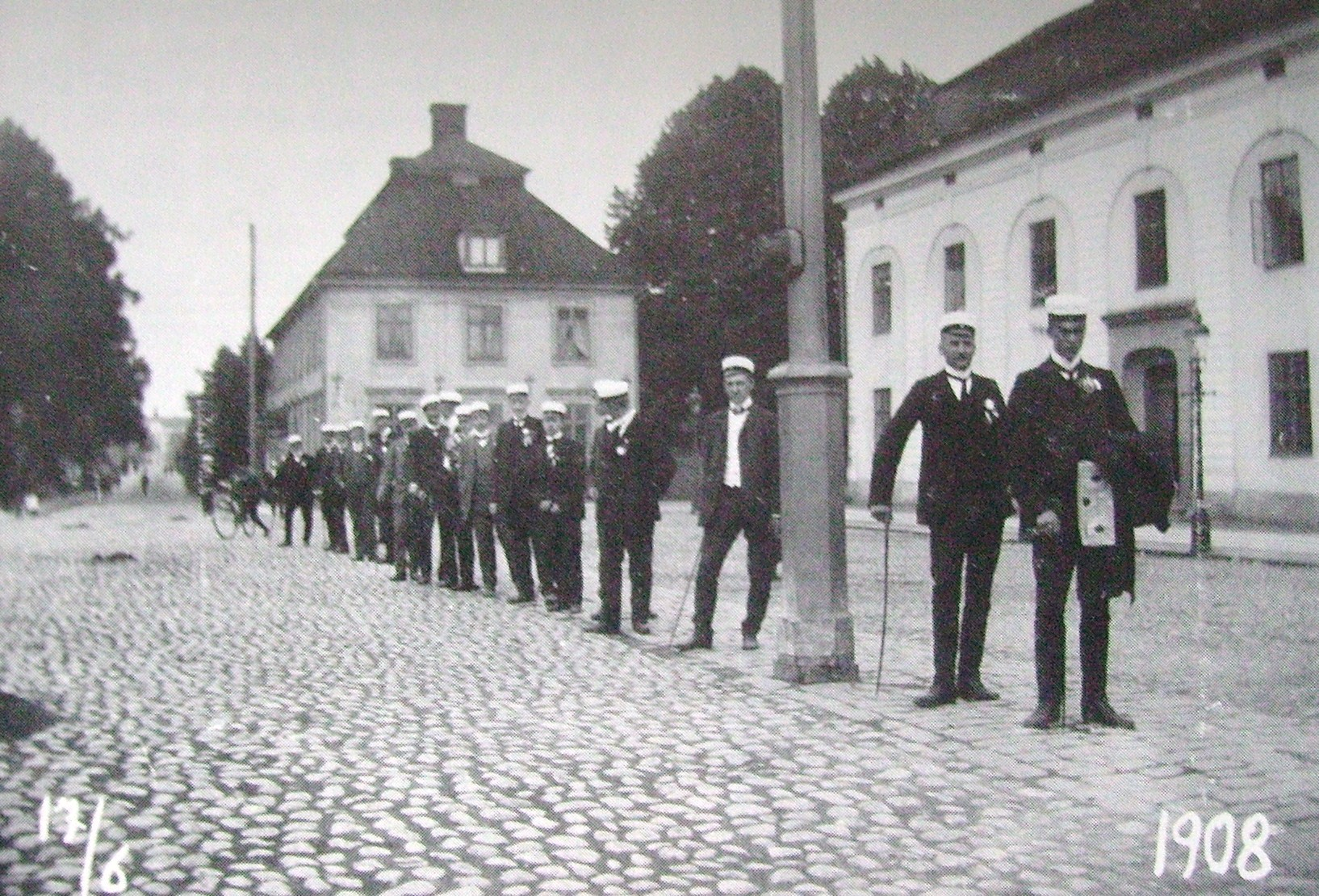
Studenter 1908 på Stora torget i Nyköping.

Elementarläroverk var en gemensam beteckning för apologistskola och lärdomsskola i 1820 års skolordning; där började barnen efter fyra, fem eller sex år i förberedande skola. Efter 1847 var det en gemensam beteckning för den skola som bildades genom en sammanslagning av de båda skolformerna. Med läroverksstadgan den 1 november 1878 ersattes termen elementarläroverk av allmänt läroverk. Vid högre allmänt läroverk avlades studentexamen medan lägre läroverk saknade avgångsexamen. År 1894 beslöts att intagning i läroverk fick ske tidigast efter folkskolans tredje klass, eller då barnet tillägnat sig motsvarande kunskaper, vilket välbärgade barn ofta gjorde på annat håll än i folkskolan. I 1905 års skolstadga slopades beteckningen lägre läroverk. 1878–1966 var högre allmänt läroverk en beteckning på statliga gymnasier. Åren 1905–1972 benämndes skolor med de frivilliga skolformerna realskola och gymnasium som läroverk. Realskolorna började avskaffas under 1950- och 60-talen, men de sista upphörde inte förrän 1972. 
Studentexamen kunde avläggas också vid enskilda (privata) läroverk, till exempel Stockholms lyceum, Sigtunastiftelsens humanistiska läroverk, Lundsberg, Fjellstedtska skolan, Lundellska skolan,  Lunds privata elementarskola och Solbacka läroverk. På många orter var läroverken bara öppna för pojkar, ibland uttryckt i namnet "läroverk för gossar" eller "gossläroverk". Därför inrättades separata läroverk för flickor, flickläroverk. Skolor som var öppna för båda könen kunde kallas samläroverk och samrealskolor. Utöver statliga (allmänna) och privata (enskilda) läroverk, fanns det också kommunala gymnasier och realskolor. 1955 fanns 34 kommunala gymnasier i Sverige.
Termen läroverk avskaffades 1966, men vissa av de tidigare läroverken har behållit namnet. Andra kategorier av "högre skolundervisning", på nivån mellan folkskola och högskola, var (1955) högre folkskolor (på fem orter), folkundervisning, abnormundervisning (döv- och blindskolor) och yrkesundervisning. Till folkundervisningen räknades folkskoleseminarier (dagens lärarhögskolor), småskoleseminarier och folkhögskolor.
Till yrkesundervisningen räknades de tekniska gymnasierna, handelsgymnasier, centrala verkstadsskolor och följande specialfall (1955): Konstfackskolan, Bergsskolan i Filipstad, Textilinstitutet i Borås, Lennings textiltekniska institut i Norrköping, Grafiska institutet och August Abrahamsons stiftelse. Tekniska gymnasier jämställdes 1946 med de högre allmänna läroverken och fick då namnet högre tekniska läroverk. År 1955 fanns 15 högre tekniska läroverk.